# Songs for Swingin' Lovers!
Songs for Swingin' Lovers! är ett musikalbum av Frank Sinatra lanserat 1956 på Capitol Records. Liksom på flera av Sinatras 1950-talsalbum var musiken arrangerad av Nelson Riddle. Sinatras föregående album In the Wee Small Hours var ett renodlat balladalbum, men detta album innehåller istället gladare och snabbare swingkompositioner. 
De allra tidigaste utgåvorna av albumet hade ett annorlunda omslag än senare. Omslaget visar en bild på ett par som kramas med Sinatra i bakgrunden. På de första utgåvorna tittar han bort från paret, men från och med utgåvor från 1957 tittar han istället mot paret.

## Låtlista
1. "You Make Me Feel So Young" (Mack Gordon, Josef Myrow) - 2:57
2. "It Happened in Monterey" (Billy Rose, Mabel Wayne) - 2:36
3. "You're Getting to Be a Habit with Me" (Al Dubin, Harry Warren) - 2:19
4. "You Brought a New Kind of Love to Me" (Irving Kahal, Pierre Norman, Sammy Fain) - 2:48
5. "Too Marvelous for Words" (Johnny Mercer, Richard A. Whiting) - 2:29
6. "Old Devil Moon" (E.Y. Harburg, Burton Lane) - 3:56
7. "Pennies from Heaven" (Arthur Johnston, Johnny Burke) - 2:44
8. "Love is Here to Stay" (George Gershwin, Ira Gershwin) - 2:42
9. "I've Got You Under My Skin" (Cole Porter) - 3:43
10. "I Thought About You" (Mercer, Jimmy Van Heusen) - 2:30
11. "We'll Be Together Again" (Frankie Laine, Carl T. Fischer) - 4:26
12. "Makin' Whoopee" (Gus Kahn, Walter Donaldson), - 3:06
13. "Swingin' Down the Lane" (Kahn, Isham Jones) - 2:54
14. "Anything Goes" (Porter) - 2:43
15. "How About You?" (Ralph Freed, Lane) - 2:45

## Listplaceringar
- Billboard 200, USA: #2[1]
- UK Albums Chart, Storbritannien: #1[2]

## Fotnoter
1. ↑  http://www.allmusic.com/album/songs-for-swingin-lovers!-mw0000195713/awards
2. ↑  http://www.officialcharts.com/artist/15791/frank-sinatra/